# Městské části Lisabonu
Město Lisabon je v současnosti rozděleno na 24 městských částí (freguesia = farnost). Každá městská část má svoji samosprávu volenou místními občany. Až do roku 2012 byl počet městských částí 53. V listopadu 2012 byl schválen zákon č. 56/2012" znamenající reformu územního uspořádání Lisabonu a počet městských částí byl redukován na 24.

## Městské části od roku 2012

Rozdělení Lisabonu na městské části (freguesias) od roku 2012.

| - Ajuda - Alcântara - Alvalade - Areeiro - Arroios - Avenidas Novas - Beato - Belém - Benfica - Campo de Ourique - Campolide - Carnide | - Estrela - Lumiar - Marvila - Misericórdia - Olivais - Parque das Nações - Penha de França - Santa Clara - Santa Maria Maior - Santo António - São Domingos de Benfica - São Vicente |

## Městské části do roku 2012
Město Lisabon bylo rozděleno na 53 městských částí, které byly pro administrativní účely podřazeny čtyřem obvodům (bairros). 
Seznam lisabonských městských částí

Obvody a čtvrtě Lisabonu do roku 2012.

| - Ajuda (2.º Bairro) - Alcântara (2.º Bairro) - Alto do Pina (4.º Bairro) - Alvalade (3.º Bairro) - Ameixoeira (3.º Bairro) - Anjos (1.º Bairro) - Beato (4.º Bairro) - Benfica (3.º Bairro) - Campo Grande (3.º Bairro) - Campolide (3.º Bairro) - Carnide (3.º Bairro) - Castelo (1.º Bairro) - Charneca (3.º Bairro) - Coração de Jesus (1.º Bairro) - Encarnação (1.º Bairro) - Graça (1.º Bairro) - Lapa (2.º Bairro) - Lumiar (3.º Bairro) | - Madalena (1.º Bairro) - Mártires (1.º Bairro) - Marvila (4.º Bairro) - Mêrces (1.º Bairro) - Nossa Senhora de Fátima (3.º Bairro) - Pena (1.º Bairro) - Penha de França (4.º Bairro) - Prazeres (2.º Bairro) - Sacramento (1.º Bairro) - Santa Catarina (1.º Bairro) - Santa Engrácia (1.º Bairro) - Santa Isabel (2.º Bairro) - Santa Justa (1.º Bairro) - Santa Maria de Belém (2.º Bairro) - Santa Maria dos Olivais (4.º Bairro) - Santiago (1.º Bairro) - Santo Condestável (2.º Bairro) - Santo Estêvão (1.º Bairro) | - Santos-o-Velho (2.º Bairro) - São Cristóvão e São Lourenço (1.º Bairro) - São Domingos de Benfica (3.º Bairro) - São Francisco Xavier (2.º Bairro) - São João (4.º Bairro) - São João de Brito (3.º Bairro) - São João de Deus (4.º Bairro) - São Jorge de Arroios (4.º Bairro) - São José (1.º Bairro) - São Mamede (1.º Bairro) - São Miguel (1.º Bairro) - São Nicolau (1.º Bairro) - São Paulo (1.º Bairro) - São Sebastião da Pedreira (3.º Bairro) - São Vicente de Fora (1.º Bairro) - Sé (1.º Bairro) - Socorro (1.º Bairro) |